# Loxostomatidae
Loxostomatidae es una familia de foraminíferos, bentónicos y/o planctónicos, de la superfamilia Loxostomatoidea, del suborden Buliminina y del orden Buliminida. Su rango cronoestratigráfico abarca desde el Santoniense (Cretácico superior) hasta el Luteciense (Eoceno medio).

## Discusión
Clasificaciones previas incluían Loxostomatidae en el suborden Rotaliina y/o orden Rotaliida.

## Clasificación
Loxostomatidae incluye a las siguientes géneros:
- Aragonia †
- Loxostomum †
- Trachelinella †
- Zeauvigerina †

Otro género considerado en Loxostomatidae es:
- Trakelina †, aceptado como Trachelinella